# 宇宙塑膠人

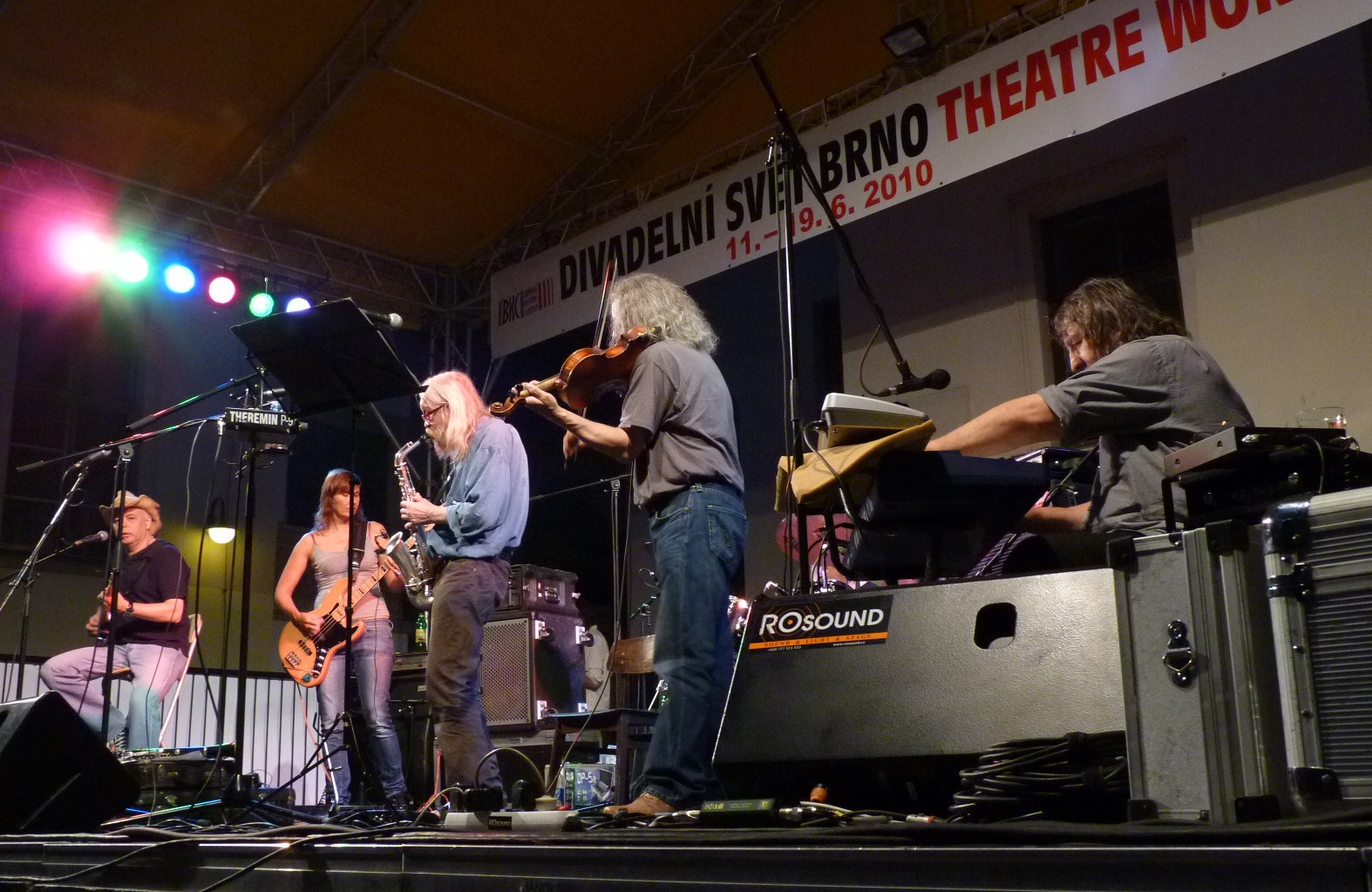
宇宙塑膠人

宇宙塑膠人(The Plastic People of the Universe，簡稱PPU)是來自捷克布拉格的搖滾樂團。創立於1968年，是布拉格地下文化在布拉格之春時期很重要的樂團。

## 簡介
宇宙塑膠人於2007年2月28日於台北中山足球場舉辦的正義無敵音樂會表演，是該團在亞洲的第一次表演。3月2日於台北The Wall加演。

## 樂團成員
- Ivan Martin Jirous (Magor) (manager)
- Milan Hlavsa (Mejla) (bass)
- Vratislav Brabenec (saxophone/clarinet) (1972 joined)
- Josef Janíček (guitar/keyboard)
- Jiří Kabeš (violin/viola)  (1970 jonied)
- Jan Brabec (drums)
- Paul Wilson (vocals/guitar)
- Joe Karafiát (guitar/vocals) (1997 joined)
- Eva Turnová (bass/vocals)  (2001 joined)
- Ivan Bierhanzl (doublebass)  (2001 joined)

## 參照
- 布拉格之春
- 天鵝絨革命
- 七七憲章
- 搖滾樂

## 延伸閱讀

### 外文部分
- 宇宙塑膠人官方網站
- 宇宙塑膠人（页面存档备份，存于）於All Music Guide
- 關於布拉格的生活(Article from Prague Life)（页面存档备份，存于）
- Paul Wilson的訪談（页面存档备份，存于）

### 中文部分
- 張鐵志，〈宇宙塑膠人的時空之旅〉
- 張鐵志，〈宇宙塑膠人、哈維爾與地下天鵝絨（页面存档备份，存于）〉
- 張鐵志，〈搖滾樂是革命的號角還是伴奏？〉
- 張鐵志，〈盤古和與宇宙塑膠人（页面存档备份，存于）〉
- 馬世芳，〈「宇宙塑膠人」簡史〉
- 馬世芳，〈一個唱垮了政權的搖滾樂團〉
- woyte，〈布拉格之春（页面存档备份，存于）〉
- 〈宇宙塑膠人 期許政治不再干預音樂〉，自由時報
- 陳德政，〈Plastic People of the Universe Nov.11（页面存档备份，存于）〉
- 麥特.威爾契作，曾建元譯，〈保衛宇宙塑膠人---天鵝絨總統系列之三（页面存档备份，存于）〉